# Scotoecus
Scotoecus is een geslacht van zoogdieren uit de familie van de gladneuzen (Vespertilionidae). De wetenschappelijke naam van het geslacht werd in 1901 gepubliceerd door Oldfield Thomas.

## Soorten
Er worden 5 soorten in dit geslacht geplaatst:
- Scotoecus albigula O. Thomas, 1909
- Scotoecus albofuscus (O. Thomas, 1890)
- Scotoecus hindei O. Thomas, 1901
- Scotoecus hirundo (de Winton, 1899)
- Scotoecus pallidus (Dobson, 1876)